# Krste Misirkov
Krste Petkov Misirkov, makedonsky Крсте Петков Мисирков (18. listopad 1874, Postol – 26. červenec 1926, Sofie) byl filolog, slavista, historik a etnograf, který zřejmě jako první definoval Makedonce jako nezávislý národ.

## Život
Narodil se v Postolu (řecky Pella) v řecké Makedonii. Filologii a etnografii vystudoval v Ruské říši, na univerzitách v Petrohradě a Oděse.

## Působení
Proslavil se především spisem O makedonských záležitostech (За македонцките работи, Za makedonckite raboti), který publikoval roku 1903 v Sofii a v němž jako první hájil názor, že Makedonci jsou samostatný národ. Pokusil se rovněž kodifikovat spisovnou makedonštinu, především na základě středomakedonského dialektu. Později sice své názory změnil a chtěl, aby Makedonci přijali bulharskou národní identitu, sice už ve svém zakladatelském spisu útočil na revolucionáře z tajné makedonské organizace VMRO, že jsou bulharskými agenty, což vzbudilo v Makedonii pobouření, přece se jeho názory staly základem pro budováni makedonského národa ve 20. století. V Makedonii je dodnes vnímán jako národní velikán.